# Earth Sciences History
Earth Sciences History Journal (ESH; Журнал по истории наук о Земле) — научный журнал международного общества The History of Earth Sciences Society (HESS) по вопросам истории наук о Земле.

## О журнале
Журнал был основан в 1982 году научным обществом The History of Earth Sciences Society (HESS), входящим в Международную комиссию по истории геологических наук (INHIGEO, основана в 1967 году).
Журнал публикует исторические работы по всем областям наук о Земле, включая геологию, географию, геофизику, океанографию, палеонтологию, метеорологию и климатологию. Журнал учитывает различные подходы к историческому исследованию: биографию, историю идей, социальную историю и историю организаций и методов.